# Ådals kommun
Ådals kommun (norska: Ådal kommune) var en kommun i Buskerud fylke i Norge. Kommunen omfattade den norra delen av nuvarande Ringerike kommun (området kring Ådalen och sjön Sperillen). Tätorten Hallingby utgjorde kommunens centralort.

## Administrativ historik
Ådals kommun upprättades 1857 genom utbrytning ur Norderhovs kommun. Kommunen hade 2 382 invånare vid upprättandet.
Den 1 januari 1964 gick Ådals kommun, tillsammans med kommunerna Hole, Hønefoss, Norderhov och Tyristrand samt en del av Krødsherads kommun, upp i den då nybildade Ringerike kommun. Kommunens hade då 3 442 invånare.
Den 1 januari 1977 återupprättades Hole kommun kommun genom utbrytning ur Ringerike kommun. Den tidigare kommunen Ådals område påverkades dock inte utan förblev en del av Ringerike kommun.